# Procambridgea montana
Espèce
Procambridgea montana est une espèce d'araignées aranéomorphes de la famille des Stiphidiidae.

## Distribution
Cette espèce est endémique d'Australie. Elle se rencontre en Nouvelle-Galles du Sud et au Queensland dans la Scenic Rim.

## Description
La carapace du mâle holotype mesure 1,8 mm de long et son abdomen 1,5 mm de long. La carapace de la femelle paratype mesure 2,4 mm de long et son abdomen 2,4 mm de long.

## Publication originale
- Davies & Lambkin, 2001 : A revision of Procambridgea Forster & Wilton, (Araneae: Amaurobioidea: Stiphidiidae). Memoirs of the Queensland Museum, vol. 46, p. 443-459 (texte intégral).